# Lewis Mumford
Lewis Mumford (Flushing, 19 ottobre 1895 – Amenia, 26 gennaio 1990) è stato un urbanista e sociologo statunitense.

## Biografia
Culturalmente legato a Patrick Geddes, Ebenezer Howard, Henry Wright, Raymond Unwin, Richard Barry Parker, Patrick Abercrombie, Matthew Nowicki, a sua volta molto amato e spesso citato da Erich Fromm.
Si è occupato soprattutto, in un'ottica storica e regionalista, della Città e del territorio influenzando anche il pensiero di Colin Ward; da rilevare in particolare le sue analisi a proposito di Utopia (con l'importante evidenziazione del significato di Eutopia), sulla Città giardino e la collaborazione all'attuazione della New town inglese. Affrontò inoltre il tema della funzione simbolica e dell'espressione artistica nella vita dell'uomo.
Il 14 settembre 1964 ricevette la Medaglia presidenziale della libertà dal Presidente degli Stati Uniti Lyndon B. Johnson.

## Opere tradotte in italiano (selezione)
- Lewis Mumford, Tecnica e Cultura, tit. orig.: Technics and Civilization; collana: Biblioteca di filosofia e scienze dell'uomo (22); trad.: Ettore Gentilini, Milano, Il Saggiatore, 1961,  p. 455.
- Lewis Mumford, La condizione dell'uomo, tit. orig.: Condition of man; collana: Tascabili Bompiani; 2 vol.: 1° - Uomo, sec. XX, 2° - Civiltà e ambiente umano; trad.: A. Mondini, Milano, Bompiani, 1977,  pp. 523 (complessive).
- Lewis Mumford, Storia dell'utopia, collana: Virgolette; trad. R. D'Agostino, Roma, Donzelli, 2008,  p. 225, ISBN 88-6036-204-0.
- Lewis Mumford, La cultura delle città, a cura di M. Rosso, P. Scrivano, collana: Biblioteca Einaudi, Torino, Einaudi, 2007,  p. 522, ISBN 88-06-18704-X.
- Lewis Mumford, La città nella storia, collana: Tascabili. Saggi; 3 volumi, Milano, Bompiani, 2002,  p. 564, ISBN 88-452-5279-5.
- Lewis Mumford, Arte e tecnica, collana: Universale ETAS (28); trad. di Enrica Labo, Mario Labo, Milano, ETAS, 1980,  p. 155.
- Lewis Mumford, Il pentagono del potere, tit. orig.: Pentagon of power; collana: Gutenberg & Company; traduzione di Marina Bianchi; 2 voll., Milano, Il saggiatore, 1973,  p. 664.
- Lewis Mumford, Il mito della macchina, Il saggiatore, 2011,  p. 448.
- Lewis Mumford, Per una civiltà umana, libri scheiwiller milano, 2002, pp. 140
- Lewis Mumford, In nome della ragione, Edizioni di Comunità, 2016, pp. 178